# Ганна (Вайомінг)
Ганна (англ. Hanna) — місто (англ. town) в США, в окрузі Карбон штату Вайомінг. Населення — 683 особи (2020).

## Географія
Ганна розташована за координатами 41°52′11″ пн. ш. 106°33′35″ зх. д. / 41.86972° пн. ш. 106.55972° зх. д. (41.869797, -106.559644).  За даними Бюро перепису населення США у 2010 році місто мало площу 5,30 км², уся площа — суходіл.
Місто розташоване на висоті 2078 метрів над рівнем моря .

## Демографія
Згідно з переписом 2010 року, у місті мешкала 841 особа в 346 домогосподарствах у складі 232 родин. Густота населення становила 159 осіб/км².  Було 497 помешкань (94/км²).
Расовий склад населення:
| - 95,6 % — білих - 0,7 % — чорних або афроамериканців - 0,6 % — корінних американців - 1,2 % — осіб інших рас |

До двох чи більше рас належало 1,9 %. Частка іспаномовних становила 4,0 % від усіх жителів.
За віковим діапазоном населення розподілялося таким чином: 26,3 % — особи молодші 18 років, 56,7 % — особи у віці 18—64 років, 17,0 % — особи у віці 65 років та старші. Медіана віку мешканця становила 39,2 року. На 100 осіб жіночої статі у місті припадало 102,2 чоловіків;  на 100 жінок у віці від 18 років та старших — 103,3 чоловіків також старших 18 років.
Середній дохід на одне домашнє господарство  становив 60 223 долари США (медіана — 41 750), а середній дохід на одну сім'ю — 71 947 доларів (медіана — 44 500). За межею бідності перебувало 30,7 % осіб, у тому числі 30,9 % дітей у віці до 18 років та 44,3 % осіб у віці 65 років та старших.
Цивільне працевлаштоване населення становило 270 осіб. Основні галузі зайнятості: освіта, охорона здоров'я та соціальна допомога — 24,1 %, виробництво — 13,3 %, публічна адміністрація — 13,0 %.
За даними перепису 2000 року,
на території муніципалітету мешкало 873 людей, було 367 садиб та 245 сімей.
Густота населення становила 165,2 осіб/км². Було 514 житлових будинків.
З 367 садиб у 27,2% проживали діти до 18 років, подружніх пар, що мешкали разом, було 53,7 %,
садиб, у яких господиня не мала чоловіка — 9,0 %, садиб без сім'ї — 33,0 %.
Власники 27,5 % садиб мали вік, що перевищував 65 років, а в 12,3 % садиб принаймні одна людина була старшою за 65 років.
Кількість людей у середньому на садибу становила 2,38, а в середньому на родину 2,87.
Середній річний дохід на садибу становив 36 364 доларів США, а на родину — 39 219 доларів США.
Чоловіки мали дохід 41 000 доларів, жінки — 22 917 доларів.
Дохід на душу населення був 16 062 доларів.
Приблизно 18,4 % родин та 20,4 % населення жили за межею бідності.
Серед них осіб до 18 років було 29,6 %, і понад 65 років — 7,5 %.
Середній вік населення становив 42 років.